# Sonchus fauces-orci
Sonchus fauces-orci là một loài thực vật có hoa trong họ Cúc. Loài này được Knoche miêu tả khoa học đầu tiên năm 1923.